# Ernst Kris
Ernst Kris (Vienna, 26 aprile 1900 – New York, 27 febbraio 1957) è stato uno storico dell'arte e psicoanalista austriaco.

## Biografia
Nacque nel 1900 a Vienna da Leopold Kris, un avvocato, e da Rosa Schick. Durante la fine degli anni '10 e l'inizio degli anni '20 studiò storia dell'arte con Max Dvořák, Alois Riegl e Julius von Schlosser nel dipartimento di storia dell'arte dell'Università di Vienna, dove conseguì anche il dottorato nel 1922. Nel 1927 sposò Marianne Rie, figlia di un amico di Sigmund Freud, Oscar Rie, da cui ebbe due figli. Appassionato di storia dell'arte, si interessò poi alla psicoanalisi per poi diventare psicanalista, come sua moglie, nel 1925. Divenne amico di Sigmund Freud e dal 1930 al 1938 insegnò al Vienna Psychoanalytic Institute. Diventò poi, dopo aver pubblicato alcuni dei suoi scritti, direttore di Imago, una rivista di psicoanalisi. Nel 1938, a causa dell'invasione dell'Austria da parte di Adolf Hitler, si trasferì a Londra, dove divenne professore al London Institute of Psychoanalysis fino al 1940. Successivamente si trasferì negli Stati Uniti, dove fondò la Research Project on Totalitarian Communication (1941–44) assieme a Hans Speier. Passò gli ultimi anni a studiare la psicoanalisi, la psicologia dell'ego, lo sviluppo nell'infanzia; inoltre lavorò ad una teoria sulla tecnica psicanalitica. Morì a New York nel 1957.

## Opere
- Meister und Meisterwerke der Steinschneidekunst in der italienischen Renaissance (1929)
- Goldschmiede-Arbeiten des Mittelalters, der Renaissance und des Barock (1932)
- Katalog der Sammlungen für Plastik und Kunstgewerbe (1935)
- Psychoanalytic explorations in art (1952)
- Papers on psychoanalytic psychology (postuma, 1964)